# Flying theater

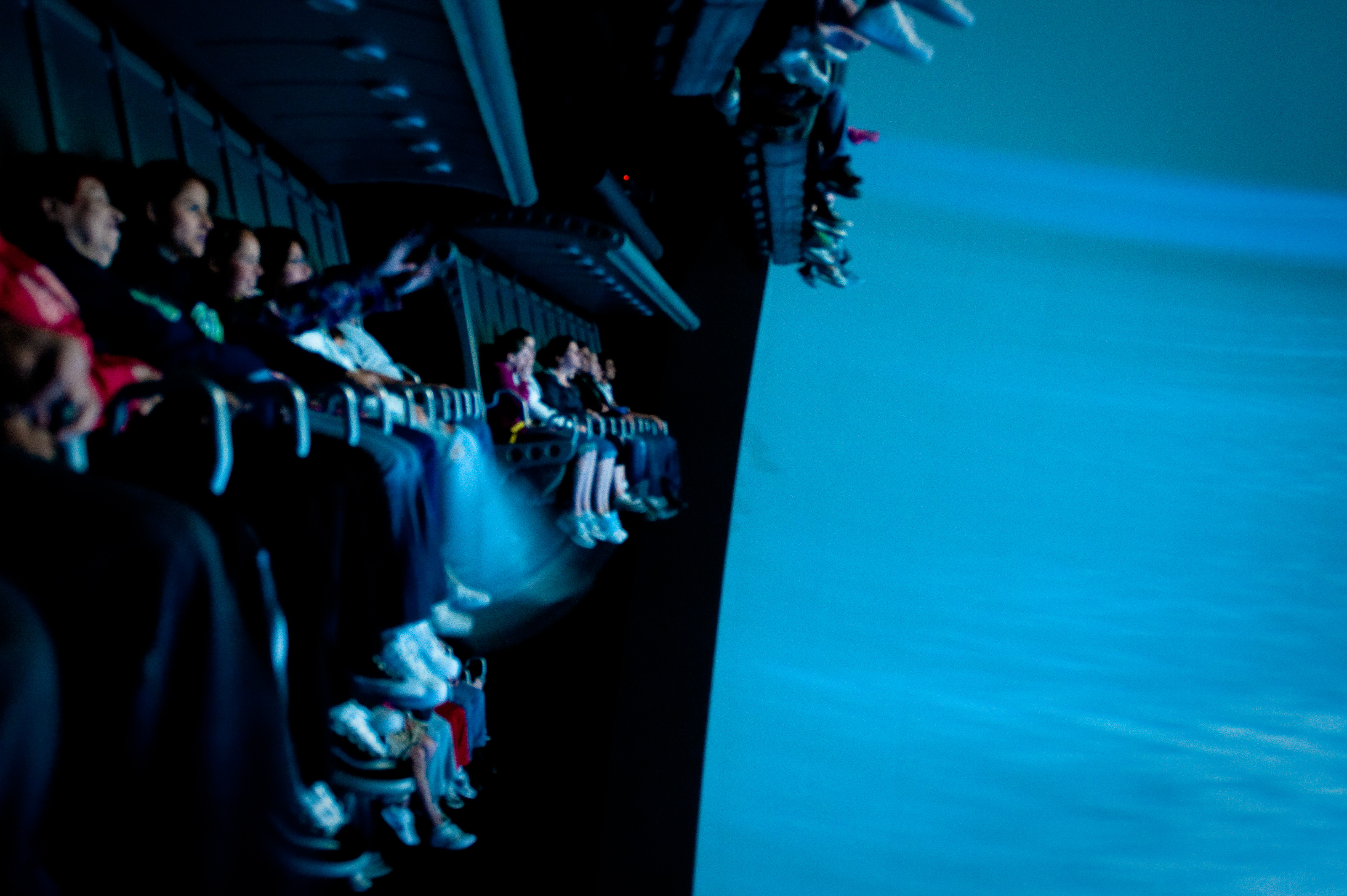
Soarin' over California à Disney California Adventure.

Un flying theater ou suspended theater est un type d'attraction mêlant cinéma dynamique et simulateur de vol. Plusieurs systèmes technologiques ont été développées par différentes entreprises pour proposer à un groupe de personnes des simulations de vols immersives. 
Les fauteuils de cinéma ont été remplacés par des gondoles mobiles permettant aux passagers d'avancer et d'être immergés au milieu d'un grand écran de cinéma. L'écran vidéo hémisphérique montre généralement des images de vol filmées depuis un avion ou un hélicoptère ou générées numériquement. Les mouvements des gondoles sont synchronisées aux images présentées. Le son et les effets spéciaux sont combinés au film pour créer des expériences de vol immersives.

## Histoire
Le concept de flying theater tel qu'on l'entend aujourd'hui a été introduit par The Walt Disney Company en 2001 dans son parc à thème Disney's California Adventure sous le nom Soarin' Over California. Rick Rothschild a supervisé la création de cette attraction chez Walt Disney Imagineering. Les prédécesseurs des Flying theaters étaient des simulateur de mouvements tels que Star Tours ou Body Wars, qui existaient dans les parcs à thème depuis les années 1980. Dans ces versions, les passagers prennent place à bord de "véhicules" montées sur vérins et le film projeté est d'une taille plus modeste. Les imagineers cherchent à reproduire une véritable illusion de vol. Le projet imaginé à l'origine s'avère être technologiquement complexe, mais c'est grâce à l'imagineer Mark Sumner, et à l'entreprise Dynamic Structures qu'une solution viable est trouvée. La prouesse technique et technologique permet de faire décoller 87 personnes sur trois rangées de sièges. Chaque balancelle s'avance et se soulève, laissant les visiteurs les jambes "dans le vide" et les emportant au milieu d'une immense salle de projection type IMAX,. Le parc Epcot ouvre sa version de Soarin' dès 2005.
Le succès de l'attraction a initié une tendance mondiale qui a conduit à la construction de plus de 50 théâtres volants panoramiques entre 2013 et 2021.
Alors que les premiers flying theaters était imposants et mécaniquement complexes, plusieurs entreprises ont proposé des procédés et des dimensionnements différents pour correspondre à d'autres types de structures de divertissement, tels que des centre commerciaux, des musées ou des centres de divertissement urbains,,.
La société Brogent Technologies (zh), a mis deux ans à développer et breveter sa propre version, inspirée de Soarin', mais sans toucher au brevet déposé par Disney. Le système choisi est de placer les différentes gondoles suspendues à des étages différents, puis de les faire avancer ensemble face à l'écran. La première attraction de ce type est Feeling Taiwan qui ouvre en 2010 à Taïwan à E-DA Theme Park.
Stephen Geddes et Andrew Strang créent en 2013 la société Soaring Attractions LP avec pour objectif de développer les flying theaters hors des parcs de loisirs. Rick Rothschild, retraité de Walt Disney Imagineering a continué à également pris part au développement de FlyOver Canada (2013), puis de FlyOver America (2016), FlyOver Iceland (2019), FlyOver Las Vegas (2021) et bientôt FlyOver Chicago (2024) aux côtés de Brogent Technologies.

Une autre solution proposée par Dynamic Structures pour Wings Over Washington en 2016 prend la forme d'une grande plate-forme sur laquelle les passagers sont assis sur 3 rangées. L'ensemble de la plate-forme s'incline vers l'écran dans une position verticale à 90° afin de placer les personnes face à l'écran hémisphérique, avec les pieds dans le vide.

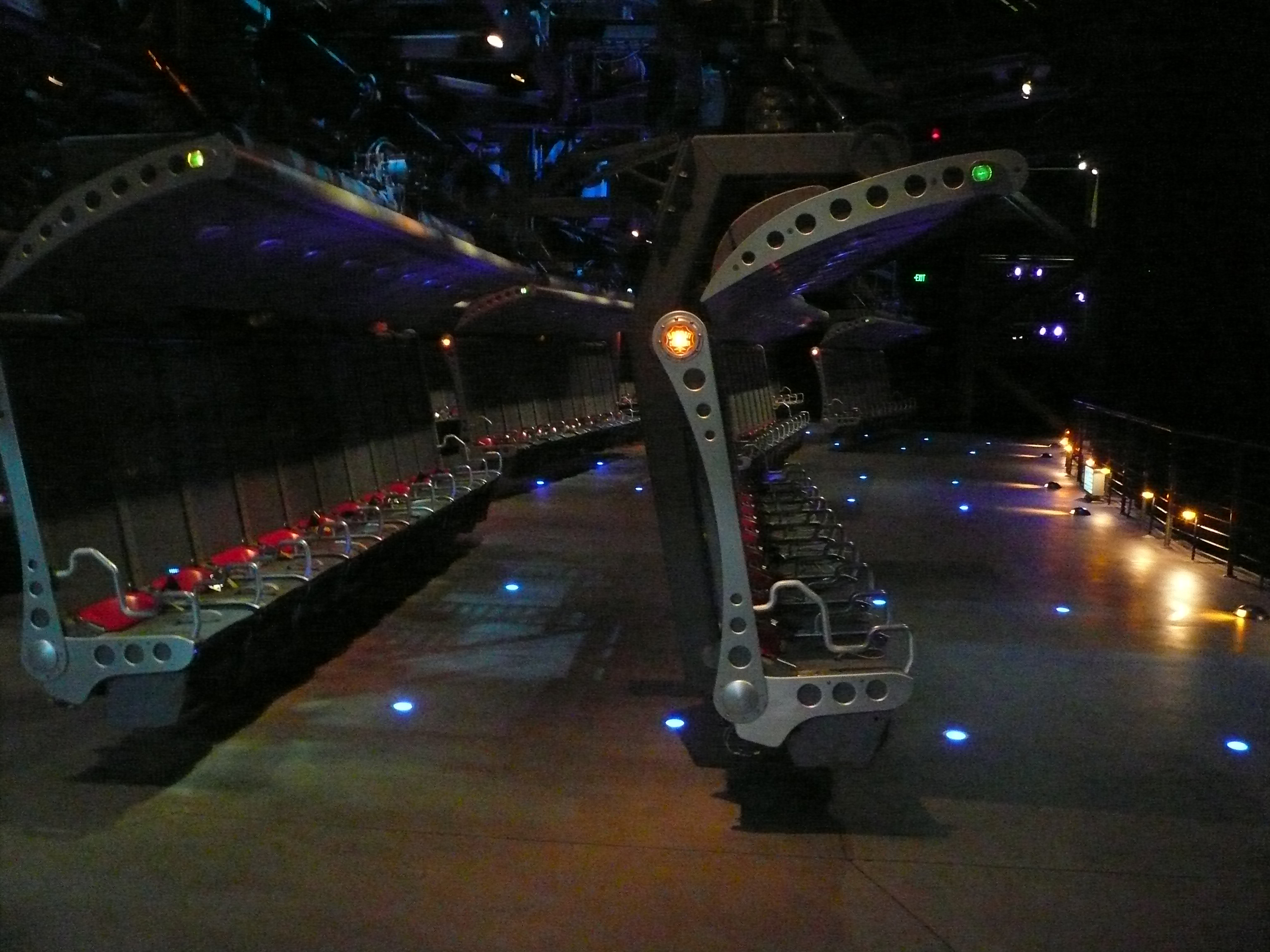
Embarquement sur Soarin' Over California.
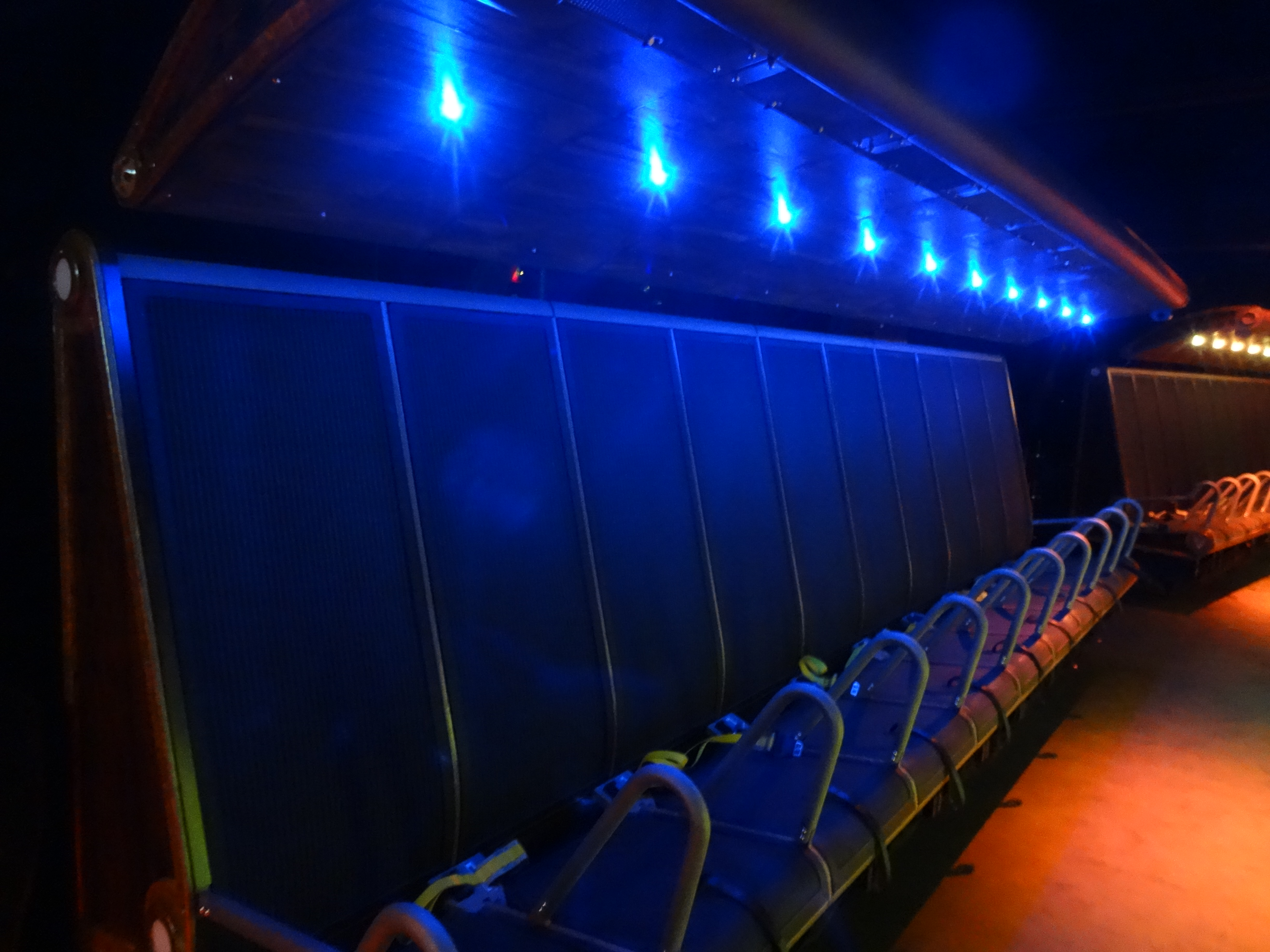
Assises de Voletarium à Europa-Park.
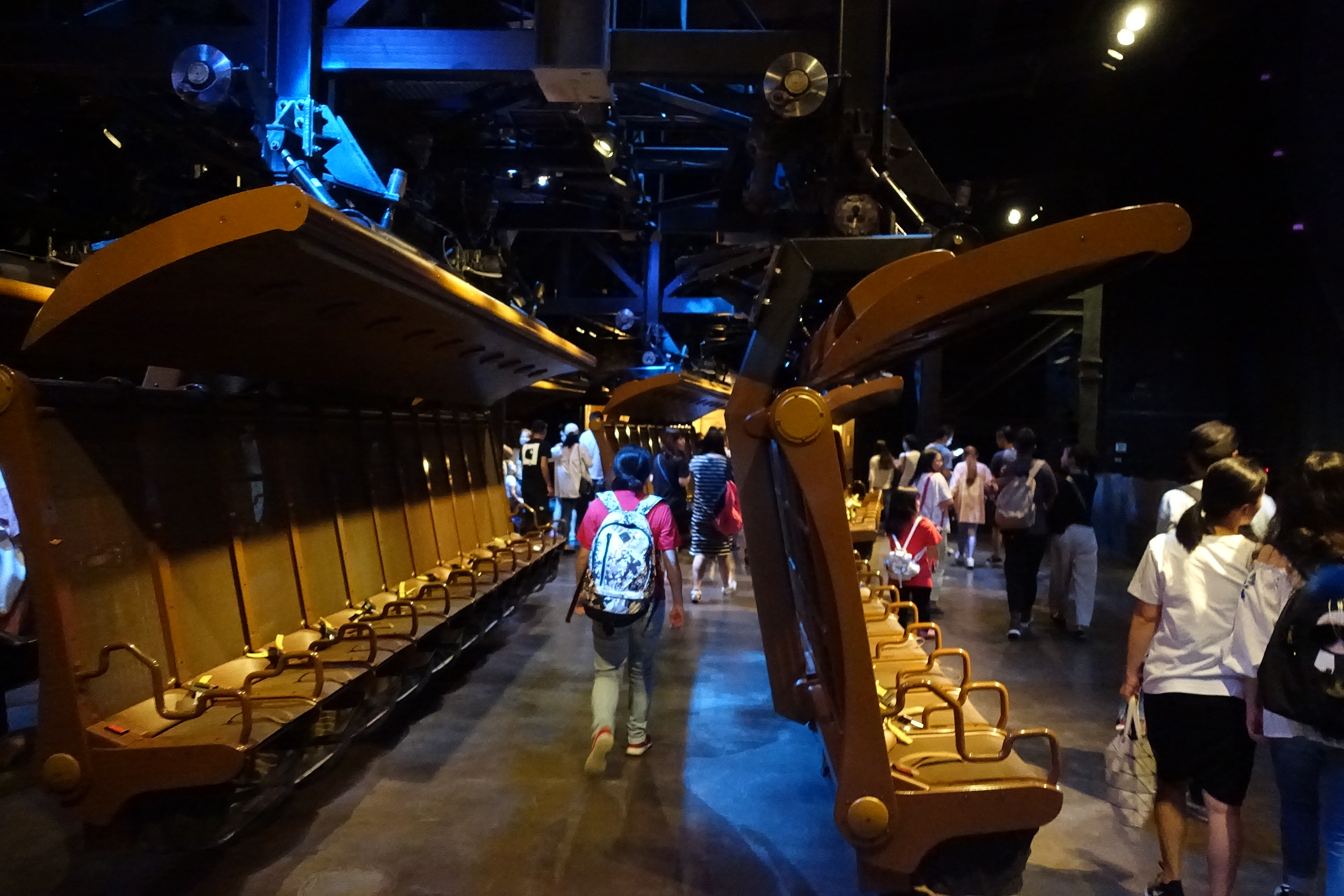
Soaring Over the Horizon à Shanghai Disneyland.
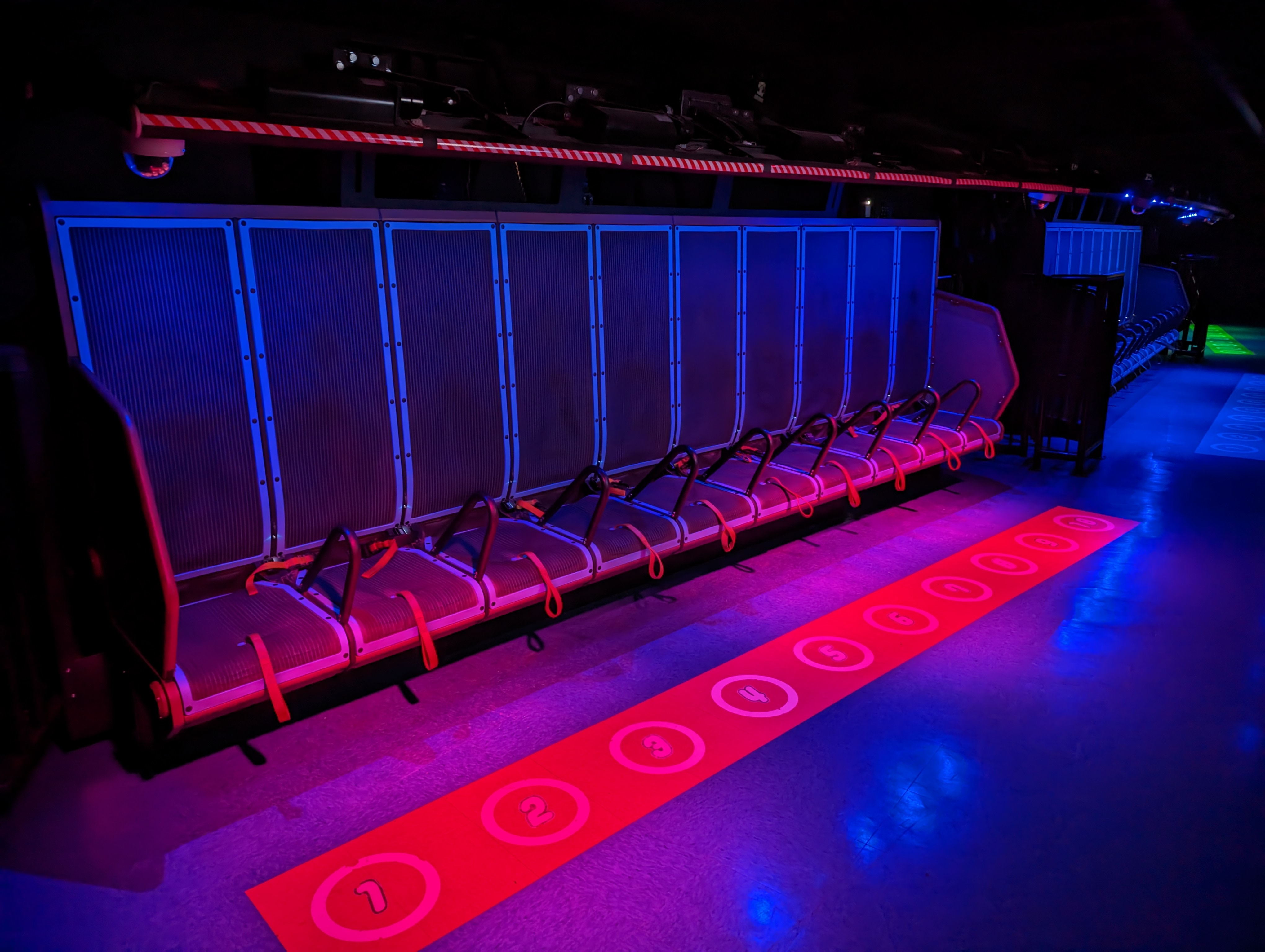
Assises de Masters of Flight à Legoland California.
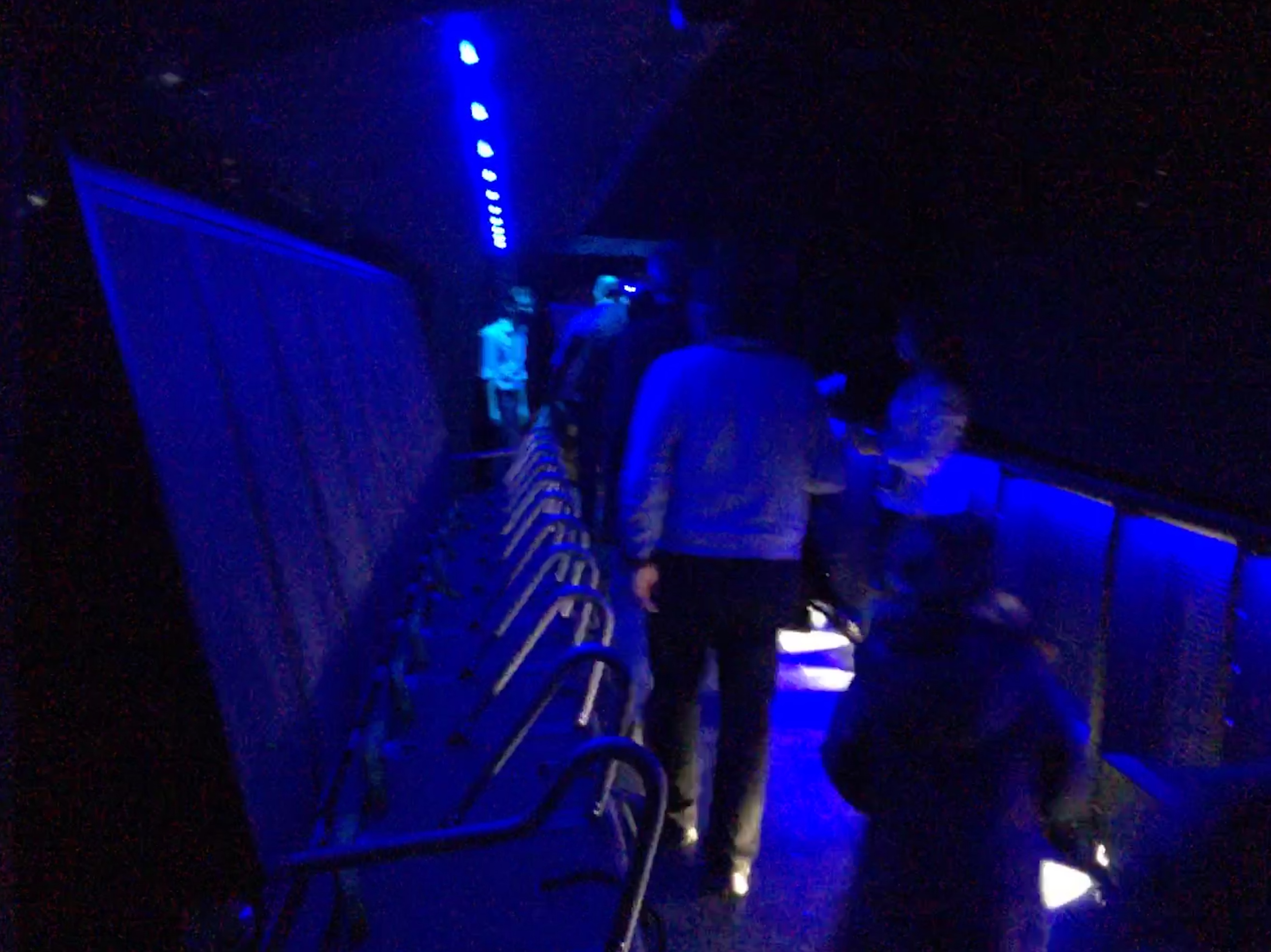
Embarquement dans This is Holland.

## Liste de flying theater
Liste non exhaustive d'attractions de ce type.
| Nom                                               | Parc                                                  | Localisation        | Constructeur                                        | Ouverture        | Statut | Ref    |
| ------------------------------------------------- | ----------------------------------------------------- | ------------------- | --------------------------------------------------- | ---------------- | ------ | ------ |
| Soarin' Over California                           | Disney California Adventure                           | États-Unis          | Dynamic Structures                                  | 8 février 2001   | Fermé  | [ 21 ] |
| Soarin'                                           | Epcot                                                 | États-Unis          | Dynamic Structures                                  | 5 mai 2005       | Ouvert |        |
| Flight of the Dragon                              | Happy Valley                                          | Chine               | Huss Park Attractions                               | 2010             | Ouvert | [ 22 ] |
| Flying over America                               | Window of the World                                   | Chine               |                                                     | 2010             | Ouvert | [ 23 ] |
| Feeling Taiwan                                    | E-DA Theme Park                                       | Taiwan              | Brogent Technologies (zh)                           | 2010             | Ouvert | [ 24 ] |
| Viaggio in Italia                                 | Ferrari World                                         | Émirats arabes unis | Huss Park Attractions                               | 2011             | Ouvert | [ 25 ] |
| FlyOver Canada                                    | Canada Place                                          | Canada              | Brogent Technologies                                | 29 juin 2013     | Ouvert | [ 26 ] |
| Fuji Airlines                                     | Fuji-Q Highland                                       | Japon               | Brogent Technologies                                | Juillet 2014     | Ouvert |        |
| Batman Dark Flight                                | Studio City Macau                                     | Chine               | Kraftwerk Living Technologies GmbH                  | 2015             | Fermé  |        |
| FlyOver America                                   | Mall of America                                       | États-Unis          | Brogent Technologies                                | 19 avril 2016    | Ouvert | [ 27 ] |
| Soaring Over The Horizon                          | Shanghai Disneyland                                   | Chine               | Dynamic Structures                                  | 16 juin 2016     | Ouvert |        |
| Soarin' Around the World                          | Disney California Adventure                           | États-Unis          | Dynamic Structures                                  | 17 juin 2016     | Ouvert |        |
| Wings Over Washington                             | Pier 57 Seattle                                       | États-Unis          | Dynamic Structures                                  | 11 décembre 2016 | Ouvert | [ 28 ] |
| Agila: The EKsperience                            | Enchanted Kingdom                                     | Philippines         | SimEx-Iwerks                                        | 11 décembre 2016 | Ouvert | ,      |
| L'Extraordinaire Voyage                           | Futuroscope                                           | France              | Dynamic Structures                                  | 10 décembre 2016 | Ouvert | ,      |
| Fly Venture                                       | Lotte World                                           | Corée du Sud        | Dynamic Structures                                  | 2016             | Ouvert | [ 33 ] |
| Fly Over China                                    | Shang Shun theme park                                 | Taiwan              | Brogent Technologies                                | 2016             | Ouvert |        |
| Krrish: Hero's Flight                             | Bollywood Parks Dubai                                 | Émirats arabes unis | Unknown                                             | 2016             | Fermé  | [ 8 ]  |
| Avatar Flight of Passage                          | Disney's Animal Kingdom                               | États-Unis          | Walt Disney Imageenering / Lightstorm Entertainment | 27 mai 2017      | Ouvert |        |
| Voletarium                                        | Europa-Park                                           | Allemagne           | Brogent Technologies                                | 3 juin 2017      | Ouvert | [ 34 ] |
| Race Through New York Starring Jimmy Fallon       | Universal Studios Florida                             | États-Unis          | Dynamic Motion Rides                                | 6 avril 2017     | Ouvert |        |
| Flying Dreams                                     | Ferrari Land                                          | Espagne             | Brogent Technologies                                | Avril 2017       | Ouvert | [ 35 ] |
| This is Holland                                   | This is Holland                                       | Pays-Bas            | Vekoma & Brogent Technologies                       | Octobre 2017     | Ouvert | [ 36 ] |
| Washington Revelations                            | Museum of The Bible, Washington D.C.                  | États-Unis          | Dynamic Motion Rides                                | 17 novembre 2017 | Ouvert | [ 37 ] |
| The Flyer San Francisco                           | Pier 39, San Francisco                                | États-Unis          | Triotech                                            | Novembre 2017    | Ouvert | [ 38 ] |
| i-Ride Kaohsiung                                  | Kaohsiung Software Technology Park (zh)               | Taiwan              | Brogent Technologies                                | 2017             | Ouvert |        |
| Fly Over China                                    | Beijing Shijingshan Amusement Park                    | Chine               | Brogent Technologies                                | Septembre 2018   | Ouvert |        |
| Beautiful Hunan                                   | Tongguan Kiln International Cultural & Tourism Center | Chine               | Cavu Designworks                                    | Octobre 2018     | Ouvert | [ 39 ] |
| i-Ride Taipei                                     | Breeze Nanshan Shopping Center                        | Taiwan              | Brogent Technologies                                | 2018             | Ouvert | [ 40 ] |
| The Flyer - San Francisco                         | Pier 39                                               | États-Unis          | Triotech                                            | 10 janvier 2019  | Ouvert | [ 41 ] |
| Godzilla the Ride: Giant Monsters Ultimate Battle | Seibu-en                                              | Japon               | Brogent Technologies                                | 19 mai 2021      | Ouvert |        |
| Soaring: Fantastic Flight                         | Tokyo DisneySea                                       | Japon               | Dynamic Structures                                  | 23 juillet 2019  | Ouvert |        |
| Sky Voyager                                       | Dreamworld                                            | Australie           | Brogent Technologies                                | 23 août 2019     | Ouvert | [ 42 ] |
| FlyOver Iceland                                   | Reykjavik                                             | Islande             | Brogent Technologies                                | Septembre 2019   | Ouvert | [ 8 ]  |
| Flying Over Indonesia                             | Trans Studio Bali, Denpasar                           | Indonésie           | Dynamic Attractions                                 | 12 décembre 2019 | Ouvert | [ 22 ] |
| Jiangsu in the Air                                | Wuxi Sunac Land                                       | Chine               | Simtec Systems                                      | 2019             | Ouvert |        |
| LEGO Movie – Masters of Flight                    | Legoland Florida                                      | États-Unis          | Brogent Technologies/Pure Imagination               | 2019             | Ouvert |        |
| Volarium                                          | Cinecittà World                                       | Italie              | Simtec Systems / Mack Media                         | 2019             | Ouvert | [ 43 ] |
| Chongqing in the Air                              | Chongqing Sunac Land                                  | Chine               | Simtec Systems                                      | 2020             | Ouvert |        |
| Flight of the Sky Lion                            | Legoland Windsor                                      | Angleterre          | Brogent Technologies / Pure Imagination             | Mai 2021         | Ouvert | [ 44 ] |
| Emmet's Flying Adventure – Masters of Flight      | Legoland Billund                                      | Danemark            | Brogent Technologies / Pure Imagination             | 2021             | Ouvert | [ 12 ] |
| Emmet’s Flying Adventure Ride                     | Legoland California                                   | États-Unis          | Brogent Technologies / Pure Imagination             | 2021             | Ouvert | [ 12 ] |
| FlyOver Las Vegas                                 | Las Vegas                                             | États-Unis          | Brogent Technologies                                | 2 septembre 2021 | Ouvert | ,      |
| RiseNY                                            | Times Square                                          | États-Unis          | Brogent Technologies                                | Décembre 2021    | Ouvert | [ 47 ] |
| Flying Theater                                    | VinWonders - Nha Trang                                | Viêt Nam            | Mack Rides / Mack Animation                         | 1 juin 2023      | Ouvert | [ 48 ] |
| FlyOver Chicago                                   | Chicago                                               | États-Unis          | Brogent Technologies                                | 2024             | Prévu  | [ 49 ] |
| Global Journey                                    | Quancheng Euro Park                                   | Chine               | Unknown                                             | Unknown          | Ouvert | [ 50 ] |